# Lithocarpus annamitorus
Lithocarpus annamitorus là một loài thực vật có hoa trong họ Fagaceae. Loài này được (A.Chev.) A.Camus mô tả khoa học đầu tiên năm 1931.